# باتريك وولف (لاعب كرة قدم)
باتريك وولف (بالألمانية: Patrick Wolf)‏ (12 فبراير 1989 بكايسرسلاوترن في ألمانيا - ) هو لاعب كرة قدم ألماني في مركز الدفاع. لعب مع إنيرجي كوتبوس ونادي كايزرسلاوترن وهانزا روستوك وSV Wacker Burghausen ‏ وFSV Zwickau ‏ و1. FC Nürnberg II ‏ ونادي هسن كاسل وفورماتيا فورمز ‏.

## وصلات خارجية
- باتريك وولف على موقع قاعدة بيانات كرة القدم.إي يو (الإنجليزية)
- باتريك وولف على موقع بيانات كرة القدم. دي إي (الألمانية)
- باتريك وولف على موقع عالم كرة القدم.نت (الإنجليزية)